# Élections législatives de 1967 en Eure-et-Loir
Les élections législatives françaises de 1967 se déroulent les 5 et 12 mars 1967. Dans le département d'Eure-et-Loir, trois députés sont à élire dans le cadre de trois circonscriptions.

## Élus
| Circonscription | Député sortant    | Parti | Parti   | Député élu ou réélu | Parti | Parti          |
| --------------- | ----------------- | ----- | ------- | ------------------- | ----- | -------------- |
| 1re             | Edmond Desouches  |       | Radsoc  | Edmond Desouches    |       | FGDS (Radical) |
| 2e              | Edmond Thorailler |       | UNR-UDT | Émile Vivier        |       | FGDS (SFIO)    |
| 3e              | Michel Hoguet     |       | UNR-UDT | Michel Hoguet       |       | UD-Ve          |

## Résultats

### Résultats à l'échelle du département
| Parti          | Parti                                           | Premier tour | Premier tour | Second tour | Second tour | Sièges |
| Parti          | Parti                                           | Voix         | %            | Voix        | %           | Sièges |
| -------------- | ----------------------------------------------- | ------------ | ------------ | ----------- | ----------- | ------ |
|                | Union des démocrates pour la Ve République      | 39 067       | 28,19        | 47 846      | 34,73       | 1      |
|                | Républicains indépendants                       | 15 674       | 11,31        | 18 848      | 13,68       | 0      |
|                | Modérés                                         | 3 946        | 2,85         |             |             | 0      |
|                | Union des républicains de progrès               | 58 687       | 42,34        | 66 694      | 48,41       | 1      |
|                |                                                 |              |              |             |             |        |
|                | Parti radical                                   | 28 891       | 20,84        | 28 946      | 21,01       | 1      |
|                | Section française de l'Internationale ouvrière  | 12 753       | 9,20         | 22 843      | 16,58       | 1      |
|                | Fédération de la gauche démocrate et socialiste | 41 644       | 30,05        | 51 789      | 37,59       | 2      |
|                |                                                 |              |              |             |             |        |
|                | Parti communiste français                       | 24 090       | 17,38        | 19 289      | 14,00       | 0      |
|                | Progrès et démocratie moderne                   | 9 347        | 6,74         |             |             | 0      |
|                | Parti socialiste unifié                         | 4 832        | 3,49         | 0           |             |        |
|                |                                                 |              |              |             |             |        |
| Inscrits       | Inscrits                                        | 173 628      | 100,00       | 173 625     | 100,00      | 3      |
| Abstentions    | Abstentions                                     | 31 269       | 18,01        | 31 152      | 17,94       |        |
| Votants        | Votants                                         | 142 359      | 81,99        | 142 473     | 82,06       |        |
| Blancs et nuls | Blancs et nuls                                  | 3 759        | 2,64         | 4 701       | 3,3         |        |
| Exprimés       | Exprimés                                        | 138 600      | 97,36        | 137 772     | 96,7        |        |

### Résultats par circonscription

#### Première circonscription (Chartres)
| Candidat       | Candidat                       | Parti          | Premier tour | Premier tour | Second tour | Second tour |  |
| Candidat       | Candidat                       | Parti          | Voix         | %            | Voix        | %           |  |
| -------------- | ------------------------------ | -------------- | ------------ | ------------ | ----------- | ----------- |  |
|                | Edmond Desouches sortant réélu | FGDS (Radical) | 20 040       | 41,2         | 28 946      | 60,56       |  |
|                | Claude Gerbet                  | RI             | 15 674       | 32,22        | 18 848      | 39,44       |  |
|                | André Essirard                 | PCF            | 6 316        | 12,98        | Retrait     | Retrait     |  |
|                | Sylvain Sopena                 | CD (PDM)       | 4 202        | 8,64         |             |             |  |
|                | René Foucart                   | PSU            | 2 413        | 4,96         |             |             |  |
|                |                                |                |              |              |             |             |  |
| Inscrits       | Inscrits                       | Inscrits       | 59 006       | 100,00       | 59 007      | 100,00      |  |
| Abstentions    | Abstentions                    | Abstentions    | 9 284        | 15,73        | 9 907       | 16,79       |  |
| Votants        | Votants                        | Votants        | 49 722       | 84,27        | 49 100      | 83,21       |  |
| Blancs et nuls | Blancs et nuls                 | Blancs et nuls | 1 077        | 2,17         | 1 306       | 2,66        |  |
| Exprimés       | Exprimés                       | Exprimés       | 48 645       | 97,83        | 47 794      | 97,34       |  |

#### Deuxième circonscription (Dreux)
| Candidat       | Candidat                  | Parti          | Premier tour | Premier tour | Second tour | Second tour |  |
| Candidat       | Candidat                  | Parti          | Voix         | %            | Voix        | %           |  |
| -------------- | ------------------------- | -------------- | ------------ | ------------ | ----------- | ----------- |  |
|                | Edmond Thorailler sortant | UD-Ve          | 19 841       | 43,75        | 22 623      | 49,76       |  |
|                | Émile Vivier élu          | FGDS (SFIO)    | 12 753       | 28,12        | 22 843      | 50,24       |  |
|                | Georges Juillot           | PCF            | 7 608        | 16,78        | Retrait     | Retrait     |  |
|                | Gilbert Goujard           | CD (PDM)       | 5 145        | 11,35        |             |             |  |
|                |                           |                |              |              |             |             |  |
| Inscrits       | Inscrits                  | Inscrits       | 57 598       | 100,00       | 57 600      | 100,00      |  |
| Abstentions    | Abstentions               | Abstentions    | 11 035       | 19,16        | 10 987      | 19,07       |  |
| Votants        | Votants                   | Votants        | 46 563       | 80,84        | 46 613      | 80,93       |  |
| Blancs et nuls | Blancs et nuls            | Blancs et nuls | 1 216        | 2,61         | 1 147       | 2,46        |  |
| Exprimés       | Exprimés                  | Exprimés       | 45 347       | 97,39        | 45 466      | 97,54       |  |

#### Troisième circonscription (Châteaudun - Nogent-le-Rotrou)
| Candidat       | Candidat                    | Parti          | Premier tour | Premier tour | Second tour | Second tour |  |
| Candidat       | Candidat                    | Parti          | Voix         | %            | Voix        | %           |  |
| -------------- | --------------------------- | -------------- | ------------ | ------------ | ----------- | ----------- |  |
|                | Michel Hoguet sortant réélu | UD-Ve          | 19 226       | 43,1         | 25 223      | 56,67       |  |
|                | Maurice Perche              | PCF            | 10 166       | 22,79        | 19 289      | 43,33       |  |
|                | Paul Gauchery               | FGDS (Radical) | 8 851        | 19,84        | Retrait     | Retrait     |  |
|                | Paul Antier                 | Modérés        | 3 946        | 8,85         |             |             |  |
|                | Daniel Cogneau              | PSU            | 2 419        | 5,42         |             |             |  |
|                |                             |                |              |              |             |             |  |
| Inscrits       | Inscrits                    | Inscrits       | 57 024       | 100,00       | 57 018      | 100,00      |  |
| Abstentions    | Abstentions                 | Abstentions    | 10 950       | 19,2         | 10 258      | 17,99       |  |
| Votants        | Votants                     | Votants        | 46 074       | 80,8         | 46 760      | 82,01       |  |
| Blancs et nuls | Blancs et nuls              | Blancs et nuls | 1 466        | 3,18         | 2 248       | 4,81        |  |
| Exprimés       | Exprimés                    | Exprimés       | 44 608       | 96,82        | 44 512      | 95,19       |  |